# Пакш
Пакш (мађ. Paks) је град у јужној прекодунавској регији, Толна жупаније у Мађарској, налази се на 110 km јужно од Будимпеште на десној обали Дунава. По попису из 2001. године Пакш има око 21.000 хиљаду становника.
По броју становника Пакш је трећи по величини град у Толна жупанији, одмах иза Сексарда и Домбовара. Историја града се протеже, судећи по околним археолошким ископинама, у далеку прошлост. Град је познат такође по одржавању старих швапских обичаја и алаској чорби. Данас се традиционално у граду одржавају неколико фестивала од којих је најпознатији Фестивал хармонике (Paksi Harmonika Fesztivál) и Фестивал грожђа и вина (Szüreti felvonulás és mulatság). На својој популарности град је добио од времена изградње атомске централе, једине у Мађарској. Захваљујући овоме Пакш је постао град са најдинамичнијим економским растом у Мађарској. У граду поред житеља ради такође и пуно радника из околине, тако да је Пакш са двадесетак хиљада становника у ствари постао велики индустријски центар.

## Географија

#### Положај и окружење
Град Пакш лежи у средишњем делу Мађарске на десној обали Дунава. На северу од града се налази Имшо шума (Imsósi-erdő) а сам град је делом на лесном брегу Шанц (Sánchegy) који истовремено чини највишу тачку града висине 103 m.
Пре изградње атомске централе Пакш је би типично равничарско насеље. Околина је била препуна дивљачи а околина Дунава и сам Дунав су давали могућност за развој рибарства и узгој разноврсне речне рибе. Сам Шанцхеђ је један од значајнијих природних резервата пошто је препун разноврсних птица, гмизаваца и мањих глодара и представља највећу лесну раван у Мађарској. Шанцхеђ се налази под заштитом државе.

#### Делови града
Град Пакш је подељен на три главна дела: Стари град (Óváros), Серишкерт (Szérűskert) и Нови град (Újváros).
- Стари део се налази на североисточном делу града и њен је историјски део. Највећи део познатих културних и историјских знаменитости је смештен у овом делу. Два узвишења, Ерегхеђ (Öreghegy) и Маломхеђ (Malomhegy) дају карактеристичан изглед и шмек овом делу града који има директан излаз на реку Дунав. Старе куће су обновљене и отворен је велики број мањих приватних продавница
- Серишкерт представља северозападни део града и састоји се од породичних кућа са вртовима и цветним баштама. Без индустрије је, а скоро да и нема продавница за свакодневне потребе, већ се за то иде у други део града.
- Нови град је смештен у јужном делу Пакша и типичан је пример мешавине социјалистичке изградње и ширења града и новог таласа који је наишао пропадањем комунизма. На ободу овог дела града се налази индустријски део и ромско насеље.

#### Пакшу припадајућа околна насеља
На отприлике 2 km од града лежи село Дунакемлед (Dunakömlőd), преко пута атомске централе је Чампа (Csámpa), на путу према Стоном Београду (Секешфехервару) се налази Ђапа (Gyapa), западно од града се налази насеље од 90 становника Чересњеш (Cseresznyés) и онда се наилази на Хеђешпусту, предео са салашима, и јужно од града је Биритопуста (Biritópuszta).

#### Клима
Клима је влажно континентална, са хладном зимом и топлим летом. У овом крају најчешће дувају северозападни ветрови.

## Историја имена
Име насеља се први пут спомиње у 14. веку у форми Пакус (Pakws). Касније се наилази на облике Пакси (Paxi) и Пакс (Pax). Име се повезује са личним именом Пакуш (Pakus), међутим ово су све могуће варијације и нема правог извора о пореклу имена.
По другом извору име града Пакш је римског порекла са значењем мир. У римско доба су постојала војна насеља, на лесној висоравни Шанц, која су можда допринела називу овог места.

## Историја

### Праисторија
Налазишта на лесној висоравни Шанц указују да су на просторима око данашњег Пакша постојала људска насеља и одвијале се активности. Археолошка ископавања досежу до периода од 6.000 година пре нове ере. Такође су ту пронађени предмети из периода 4.000. године пре нове ере, из Пољске културе и то из каснијег периода Неолита. Главно станиште људи који су живели овде у доба Неолита је била лесна висораван Шанц, где је пронађено највише археолошких предмета. Постоје још два археолошка налазишта у околини Пакша, то су делови Горње Биритопусте и Верешмалом.
Такође су откривени предмети из периода бронзаног доба. Задњи откопани предмет је ратнички шлем, који се сада чува у музеју у Пакшу (Paks Városi Múzeum). Предмети су откривени 2005. године и старост им се процењује на 5.500 година.

### Римско доба
Западни део данашње Мађарске, Прекодунавска регија, је у 4. веку пре нове ере био запоседнута од стране келтске гране Еравицијус који су дошли из рајнске области. Ове области су имале веома развијене трговинске односе са становништвом са балканског полуострва. Археолошка налазишта у околини Пакша су богата са налазима новца са грчким мотивима који су тадашњи Келти изливали.
Прекодунавска регија, предео око данашњег Пакша, је био под управом Рима још од времена Октавијана Августа, али је под потпуну римску управу потпао тек доласком римског цара Тиберија Клаудија на власт, негде између 41. и 54. године. У време римске владавине ова област је постала римска провинција по имену Панонија.
Данас, на седам километара од Пакша удаљеном месту Дунакемледу (Dunakömlőd) је у 4. веку подигнуто гранично римско војничко насеље Лусонијум (Lussonium). Остаци овог војничког насеља се данас могу видети као археолошке ископине у делу поред шуме Имшо.
Почетак краја римске владавине је означило долазак Хуна.

### Хуни, Лангобарди, Авари и Мађари
Хуни су овим пределима владали у периоду од 433. до 455. а њих су заменили Лангобарди. Лангобарде су потиснули надолазећи Авари негде око 568. године. Ови предели су били мање више били даље без сталних господара све до доласка Мађара на просторе Панонске низије 895. године. Из Арпадовог времена скоро да и нема помена о овим крајевима. По записима ови крајеви су били попришта пустошења околних племена, тако да и није било сталног становништва који би оставили неке дубље трагове.
Прво ново помињање ових области Пакша се наилази у време владавине Светог Стефана, где се спомиње Мадоча (Madocsa), 10 km и Фад 20 km удаљени од Пакша. Ова места су описана као значајна рибарска насеља. Овај докуменат је из 1009. године и пошто се Пакш не помиње претпоставља се да и није био насељен или је можда живело неколико породица на том месту.
Поновно помињање Пакша се налази у папском документу из 1333. године, где се каже да је пакшки свештеник Леринц дао десетину (прилог цркви) од 23 банска динара. Такође докуменат из 1354. године спомиње Пакш, овај документ је у вези судије краљице Ратолд Оливер. Потомци овог судије су касније узели Пакш као своје породично име, касније презиме. Пакши породица је пуно учинила да се Пакш развије и још више настани са становништвом. Пакш породица је била власник овог краја све до 1662. године. Задњи власник, Ласло Пакш (Paksy László), је имао само ћерку, Ану, која се удала у Дароц фамилију (Daróczy) који су после тога преузели управу и власништво над крајем.

## Становништво
По процени из 2017. у граду је живело 18970 становника.
| 1990.  | 2001.  | 2011.  | 2017.  |
| ------ | ------ | ------ | ------ |
| 20.274 | 20.855 | 19.369 | 18.970 |

У време турских освајања и владавине Турака ови крајеви су били под сталном претњом рата и пустошења, промена господара. Ова несигурна ситуација је проредила становништво и успорила досељавање у ове крајеве. Ни деветнаести век није донео просперитет Пакшу. Број становништва и даље није растао. Између два светска рата број становништва у Пакшу је почео да расте, међутим Други светски рат је опет стицајем околности на негативан начин утицао на демографију. Немци су уклонили Јевреје, Руси све који су против комунизма, а комунисти већину преосталог немачког становништва.
Тек су деведесете године двадесетог века донеле просперитет и демографски бум граду. Томе је помогла изградња атомске централе. Чак је и природни нараштај по задњем попису постао позитиван.
| Nemzetiségi eloszlás (2001)* | Nemzetiségi eloszlás (2001)* | Nemzetiségi eloszlás (2001)* | Nemzetiségi eloszlás (2001)* | Nemzetiségi eloszlás (2001)* | Nemzetiségi eloszlás (2001)* | Nemzetiségi eloszlás (2001)* | Nemzetiségi eloszlás (2001)* | Nemzetiségi eloszlás (2001)* | Nemzetiségi eloszlás (2001)* | Nemzetiségi eloszlás (2001)* | Nemzetiségi eloszlás (2001)* | Nemzetiségi eloszlás (2001)* | Nemzetiségi eloszlás (2001)* | Nemzetiségi eloszlás (2001)* | Nemzetiségi eloszlás (2001)* |
| Укупно                       | Мађари                       | Немци                        | Роми                         | Словаци                      | Јевреји                      | Украјинци                    | Грци                         | Словенци                     | Бугари                       | Срби                         | Пољаци                       | Русини                       | Румуни                       | Јермени                      | Хрвати                       |
| ---------------------------- | ---------------------------- | ---------------------------- | ---------------------------- | ---------------------------- | ---------------------------- | ---------------------------- | ---------------------------- | ---------------------------- | ---------------------------- | ---------------------------- | ---------------------------- | ---------------------------- | ---------------------------- | ---------------------------- | ---------------------------- |
| 20855                        | 20314                        | 329                          | 160                          | 4                            | 7                            | 8                            | –                            | 6                            | 1                            | 3                            | 6                            | 2                            | 7                            | 2                            | 6                            |
| 100%                         | 97,4%                        | 1,6%                         | 0,77%                        |                              |                              | 0,04%                        |                              |                              |                              |                              |                              |                              |                              |                              |                              |

Варијацији броја Немаца је узрок Други светски рат, после кога се доста Немаца изјашњавало као Мађари.

## Састав по верској припадности
Највећи број становника Пакша је римокатоличке вере, али је такође велики број евангелиста и реформата. Постоји црква јединства а има и Назарена. Од укупно 20.855 становника чак 15.549 њих пеипада једној од верских заједница.
У Пакшу постоје две католичке црква, по једна евангелистичка и реформатска, док остале заједнице користе заједничке богомоље.
| 20855 | 11 519 | 72   | 1 657 | 2 099 | 7     | 267  | 3 214 | 2 092 |
| 100%  | 54,9%  | 0,3% | 7,9%  | 10,1% | 0,03% | 1,3% | 15,4% | 10%   |

## Партнерски градови
- Loviisa